# Nicholas de Soulis (Adliger, † 1296)

Wappen der Familie Soulis

Nicholas de Soulis (auch Soules), Lord of Liddesdale († zwischen Oktober 1296 und Dezember 1296) war ein schottischer Adliger. 1290 war er einer der Anwärter auf den schottischen Thron.

## Herkunft und Ansprüche auf die schottische Thronfolge
Nicholas de Soulis war der älteste Sohn von William de Soulis, Lord of Liddesdale und von dessen Frau Ermegarde Durward. Deren Mutter Margery war eine uneheliche Tochter von König Alexander II. Als 1290 das schottische Königshaus in direkter Linie ausstarb, erhob er über seine Großmutter einen Anspruch auf die schottische Krone. Sein Vater und sein Onkel John Soulis dienten dagegen während des Great Cause, der Verhandlung um die Rechtmäßigkeit der Ansprüche der Thronanwärter, als Vertreter von Robert (V) de Brus. Alan Durward, der Großvater von Nicholas, hatte versucht, das Margery als legitime Königstochter anerkannt wurde, doch König Alexander III. hatte dies abgelehnt. Deshalb musste Soulis seinen Thronanspruch zurückziehen. Schließlich wurde 1292 John Balliol zum neuen König der Schotten erklärt.

## Rolle im Krieg gegen England
Der Vater von Soulis starb vermutlich 1292 oder 1293, worauf Nicholas die Familienbesitzungen in Roxburghshire erbte. Als es 1295 zum Krieg mit England kam, war er als Herr von Liddesdale für die Verteidigung eines Teils der schottischen Grenze zu England verantwortlich. Nach der schottischen Niederlage schwor er dem englischen König Eduard I. im Juni 1296 in Elgin und im August in Berwick die Treue, worauf er einen Teil seiner besetzten Besitzungen zurückerhielt. Wenig später schloss er sich aber offenbar den Schotten an, die den Kampf gegen die Engländer fortsetzten, da der englische König am 10. Oktober seine Besitzungen erneut beschlagnahmen ließ. Soulis starb vor Ende 1296, dabei ist nicht bekannt, ob er eines natürlichen Tods oder im Kampf gegen die Engländer starb.

## Familie und Nachkommen
Soulis hatte Margaret Comyn, eine Tochter von Alexander Comyn, Earl of Buchan geheiratet. Mit ihr hatte er mindestens drei Söhne:
- Sir William Soulis († 1320/1)
- Sir John Soulis († 1318)
- Thomas Soulis († vor 1318)[4]

Seine Witwe beantragte am 2. Januar 1297 vom englischen König ein Wittum zu ihrer Versorgung.